# Гайкомд
Гайкомд (ингуш. КхаькӀоамтӀе, Кхей-КӀоам) — гора в восточной части Скалистого хребта. С горы берут начало реки: Тетрицкали (Джейрахский район Республики Ингушетия) и Арчхи (Пригородный район). Входит в горный массив Цейлом.

## Название
На многочисленных фотоизображениях горы в Интернете начиная с 60х годов названия Гирич, Гирач, Гиречь. На военной карте 1950—1960 годов указано название горы Гирич. На американской карте Кубани и Кавказа 1941—1944 годов (лист f5) близкие названия: Gora Giryag, Pereval Gerchek (2219 м с юга на север) к реке Gerchoch и Kh.Gerchoch. На карте эта Гора 3183 м безымянная. 
Наиболее старой картой района является карта пятиверстка 1877 года, издания кавказского военно-топографического отдела — одна из самых подробных карт юга Российской Империи, которая корректировалась до 1914 г. и издавалась вплоть до 30-х годов. На ней Гора Гай-комдъ (10444ф=3183 м) и названия объектов рядом: пер. ГерчекЪ (7281ф=2219м), Г.ГирягЪ, а также хр. Цей-ламъ, поселения Кези, Хули, Салги. В 1913 году в составе «Записок Кавказского отдела Императорского Русского географического общества» был напечатан алфавитный указатель к пятиверстной карте 1877 г. , составленный Д. Д. Пагиревым. Указатель содержал 34000 географических названий, в том числе Гай-комд г. 3183 м.

## Оронимы вблизи горы Гайкомд
Цей-Лоамский хребет (Цейлом), село Эгикал, аул Таргим на р. Асса с руинами древнехристианского храма Тхаба-Ерды на Великом шелковом пути, Джейрахско-Ассинский природный музей-заповедник.
Автомобильная дорога из Таргима в Джейрах (Гулинское сельское поселение). Перевал Цей-Лоам (Бешт, Хули-Бешт, Цой-лоам, Солги), ущелье и аул Салги(Солги), ущелье Джейрахское. Река Тетрицкали — левобережный приток реки Асса.

## Альпинизм
Попытки восхождения на Гайкомд (Гирич) были еще в 60х годах 20 века, а в 80х стены Горы активно осваивали альпинисты из Грозного и других городов. В записке с вершины 80х годов указана вершина Гирич.
В классификаторе маршрутов на горные вершины (раздел 2.9) приведена классификация маршрутов горы:
- 2.9.3. Гайкомд (Гл.) 3171 1Б ск с юга по 3 гребню А. Козорезов 1984
- 2.9.4. Гайкомд (Гл.) 3171 2А ск Ю кф. 3 гребня Г. Стариков 1987
- 2.9.5. Гайкомд (Гл.) 3171 5А ск ЮЗ стене В. Горин 1983
- 2.9.6. Гайкомд (Гл.) 3171 5Б ск центру Ю стены А. Курочкин 1983
- 2.9.6а. Гайкомд (Гл.) 3171 6А ск центру ЮВ стены А. Харитонов 1986
- 2.9.6б. Гайкомд (Гл.) 3171 6А ск центру ЮВ стены К. Дорро 2003
- 2.9.7. Гайкомд (Гл. — В) ЗБ ск траверс А. Курочкин 1984

Несмотря на небольшую высоту вершины и длину ее стенной части (700-800м), сложность маршрутов достаточно высока (до почти высшей категории)